# Fossato di Vico
Fossato di Vico település Olaszországban, Umbria régióban, Perugia megyében. Lakosainak száma 2639 fő (2023. január 1.). Fossato di Vico Fabriano, Gubbio, Gualdo Tadino és Sigillo községekkel határos.

## Népesség
A település lakossága az elmúlt években az alábbi módon változott:
| Lakosok száma | 2899 | 2739 | 2639 |
|               | 2015 | 2018 | 2023 |